# Patrice Minet
Pour les articles homonymes, voir Minet.
Patrice Minet est acteur et homme de radio. Il est l'un des piliers du Café de la Gare, et a joué dans plusieurs films, dont L'An 01 et Le Graphique de Boscop, où il interprétait le rôle de Mozart. Il a notamment joué dans Les Semelles de la nuit au Café de la Gare.
Il est, avec Patrick Besnier, Henri Cueco, Jacques Jouet, Hervé Le Tellier, Gérard Mordillat et bien d'autres d'autres, l'un des « papous » de l'émission de France Culture Des Papous dans la tête, fondée par Bertrand Jérôme et animée par Françoise Treussard.
Aux éditions Berg International, il a publié Moi et la reine d'Angleterre (et autres correspondances) et Porcs chéris.
- Lauréat du « Prix Botul » (2005).

## Filmographie

### Cinéma
- 1973 : L'An 01 de Jacques Doillon
- 1976 : Le Graphique de Boscop de Sotha et Georges Dumoulin - Mozart dit aussi Ducul
- 1978 : Si vous n'aimez pas ça, n'en dégoûtez pas les autres de Raymond Lewin - un spectateur
- 1978 : Chaussette surprise de Jean-François Davy - François
- 1979 : Au bout du bout du banc de Peter Kassovitz - Le facteur
- 1980 : L'Avenir de Jérémy de Arnold Boiseau - Chybre d'airain
- 1981 : Les matous sont romantiques de Sotha - Roger Deux
- 1982 : Ça va faire mal ! de Jean-François Davy - Valentin
- 1982 : Les Diplômés du dernier rang de Christian Gion - Michel
- 1989 : Les Maris, les Femmes, les Amants de Pascal Thomas - L'huissier
- 1991 : La Pagaille de Pascal Thomas - le Concierge de l'hôtel
- 2001 : Le Soleil au-dessus des nuages de Eric Le Roch - Le réceptionniste de l'hôtel de La Baule
- 2003 : Tristan de Philippe Harel : Le médecin légiste

### Télévision
- 1977 : Commissaire Moulin - épisode : Affectation spéciale de Claude Grinberg
- 1988 : Les Cinq Dernières Minutes - épisode : Eh bien, chantez maintenant d'Alain Franck - Parois
- 1989 : Le Banquet, téléfilm de Marco Ferreri - Aristodème

## Publications
- Moi et la Reine d'Angleterre, correspondances, 2006, Berg International. A obtenu en 2006 le Prix Botul.
- Porcs chéris, dessins d'humour, 2007, Berg International.

### Ouvrages collectifs
- Les Papous dans la tête, l'anthologie, dir. Bertrand Jérôme et Françoise Treussard, Gallimard, 2007
- Le Dictionnaire des Papous dans la tête, dir. Françoise Treussard, Gallimard,  2007